# Ole de torenwachter
Ole de torenwachter is een sprookje van Hans Christian Andersen, het verscheen in 1859.

## Het verhaal
Ole de torenwachter heeft vroeger gestudeerd en heeft de koster gediend. Hij wilde zijn schoenen met schoensmeer poetsen, maar kreeg enkel vet. Een ruzie over gierigheid en ijdelheid zorgde voor een scheiding van de twee en Ole ging als kluizenaar in de stad wonen. Hij rookt zijn pijp op de kerktoren en de verteller bezoekt hem minstens eens per jaar.

### Eerste bezoek

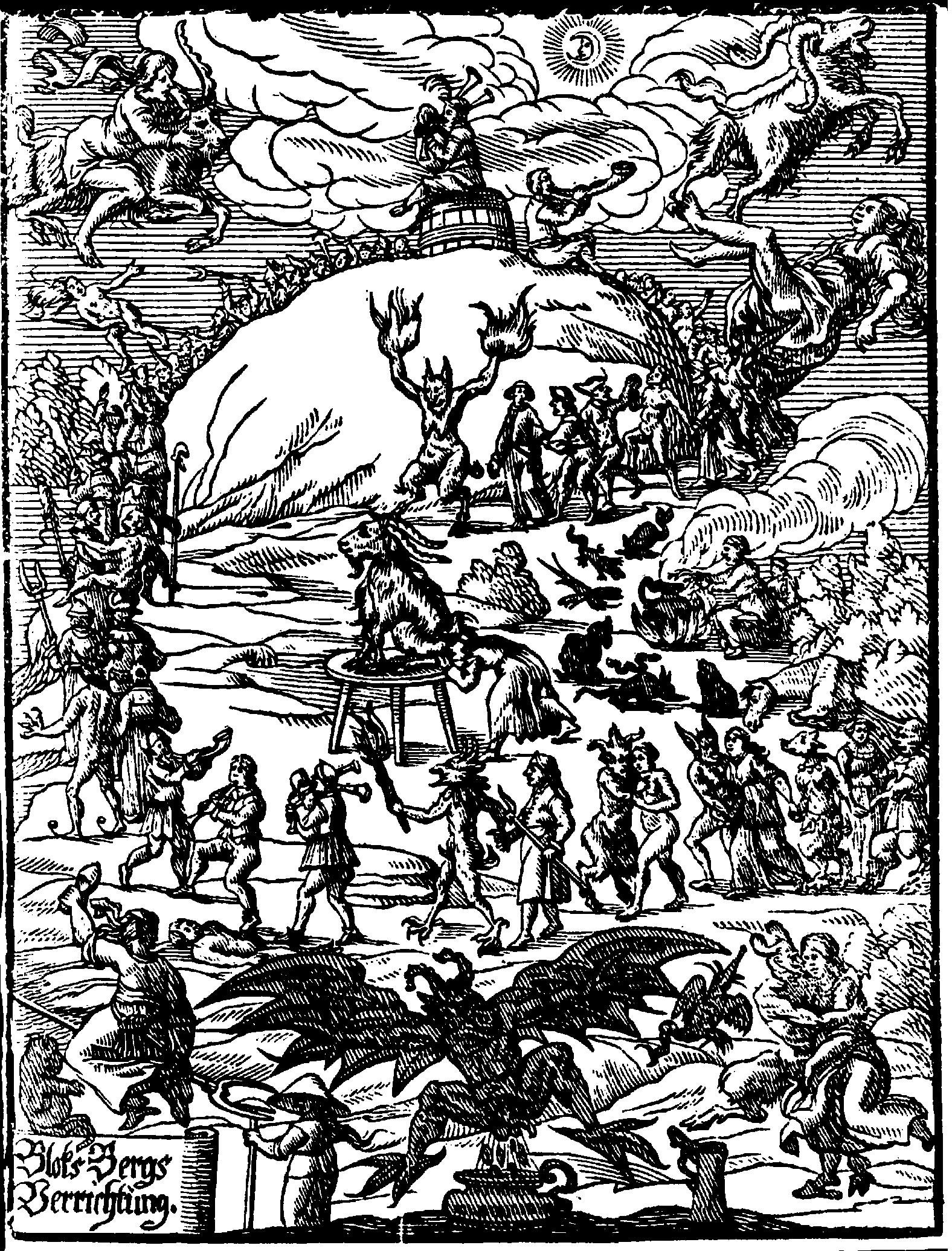
Heksensabbat op de Brocken (of Blocksberg), 1668

Ole had een boek over zwerfkeien gelezen en heeft nu de grootste achting voor elke straatsteen. In het zesde deel van de roman van de aarde las hij over Adam en Eva. Veel lezers willen dit echter als eerste deel zien. Op oudejaarsavond is de trek van de wilde legerschare naar Amager. De heksen vliegen op bezems naar de Brocken op Sint Jansavond (Midzomerfeest), dit verhaal is bekender dan het feest op Amager. Alle slechte dichters, muzikanten en soortgenoten rijden door de lucht op penseel of veren pen. Een stalen pen kan hen niet dragen. 
De nicht van Ole is ooit te gast geweest in Amager, uit een kuil kwam de Luilekkerlandsmast omhoog. Deze mast draagt alles van wat de aanwezigen het afgelopen jaar aan de wereld schonken. Ole denkt weer aan de zwerfkeien die loskwamen voor de ark van Noach werd gebouwd. Ze vormden Seeland en woeste stammen kerfden runetekens in de keien. Ze werden deel van een tijdrekening. Drie of vier sterren verschieten en Ole wil weten wie de weldoener is. Ole vertelt over dank die als een regen van sterren op het graf van de weldoener valt. Ole zegt dat de sterren bij de fjord van Flensburg bij de graven van Schleppegrell en Laessö vallen, ook in Sorö bij Holsberg.

### Tweede bezoek
Ole vertelt op nieuwjaarsdag over oudejaarsavond; mensen met een glas in de hand als de klok twaalf slaat, zijn drinkebroers. Degene die meteen gaan slapen zijn luiaards. In het eerste glas groeit gezondheid en uit het tweede vliegt een vogeltje die zingt dat het leven mooi is. Het derde glas bevat een gevleugeld ventje met kabouterbloed en hij verwarmt het hart. Het vierde glas is de eindstreep van het verstand en bij het vijfde huil je over jezelf of prins Carnaval verschijnt. De waardigheid is weg en maskers tronen je mee, de dochters van de duivel komen en in het zesde glas zit Satan zelf. Hij begrijpt je en brengt je naar huis, mens en duivel mengen hun bloed.